# Stapeler Moor
Koordinaten: 53° 21′ 2″ N, 7° 51′ 54″ O

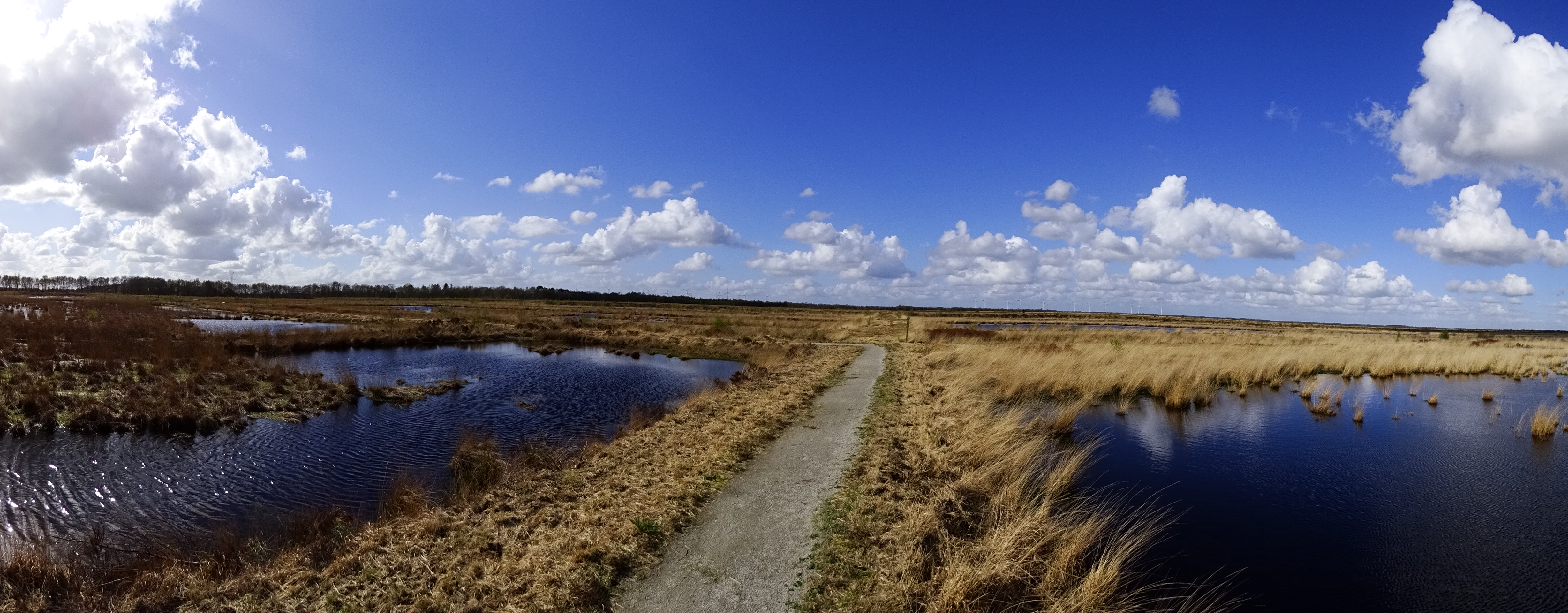
Wanderweg im Stapeler Moor

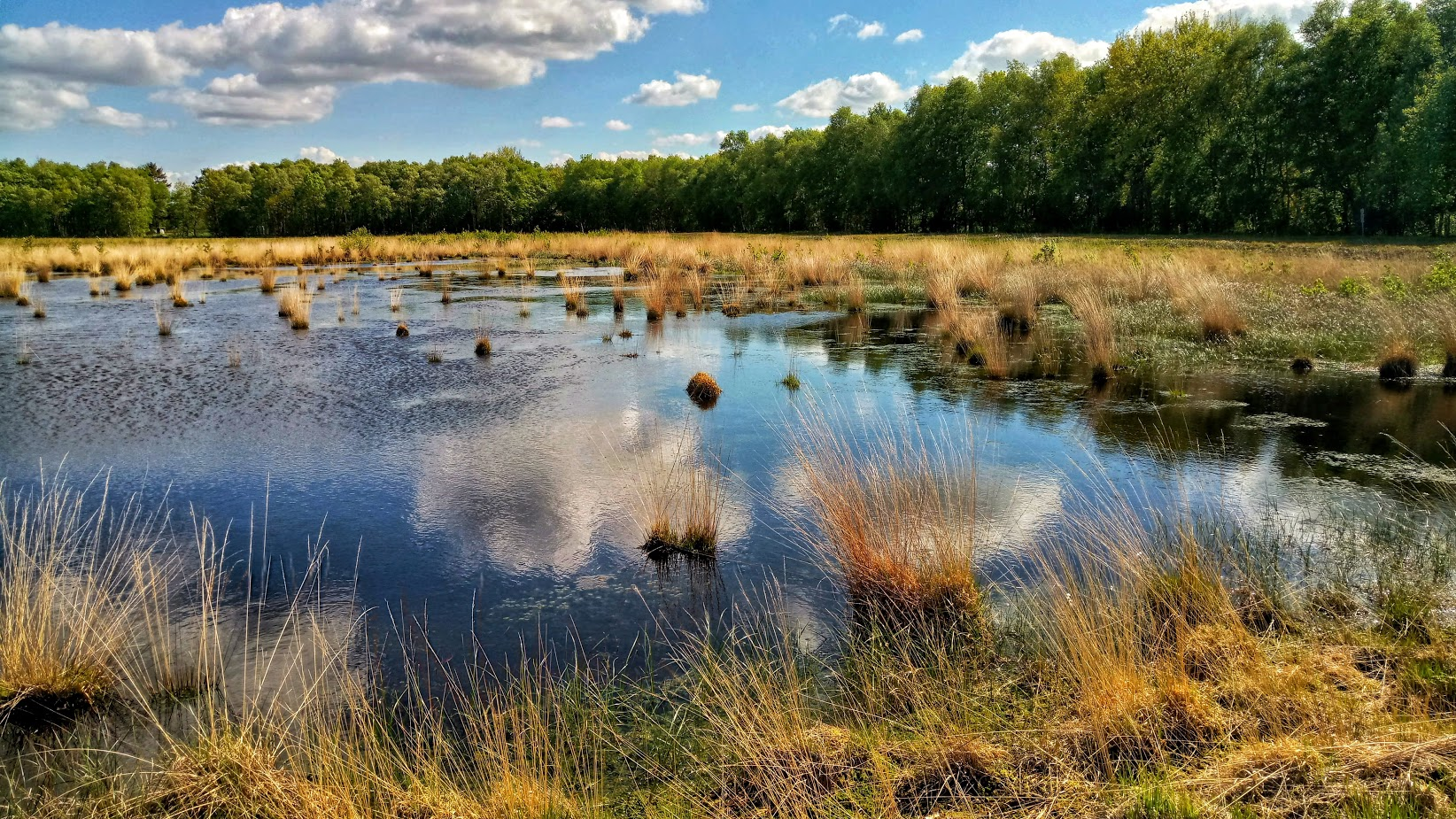
Stapeler Moor

Das Stapeler Moor ist ein ehemaliges Naturschutzgebiet in der niedersächsischen Gemeinde Uplengen im Landkreis Leer.
Das Naturschutzgebiet mit dem Kennzeichen NSG WE 143 war 557 Hektar groß. Es war fast vollständig Bestandteil des FFH-Gebietes „Lengener Meer, Stapeler Moor, Basenmeers-Moor“ und grenzte im Norden an das Naturschutzgebiet „Lengener Meer“, im Osten an das Naturschutzgebiet „Spolsener Moor“ und im Süden an das Naturschutzgebiet „Stapeler Moor Süd und Kleines Bullenmeer“. Das Gebiet stand seit dem 17. September 1983 unter Naturschutz. Es ging zum 1. September 2016 in dem neu ausgewiesenen Naturschutzgebiet „Stapeler Moor und Umgebung“ auf. Zuständige untere Naturschutzbehörde war der Landkreis Leer.
Das Stapeler Moor war Bestandteil der ausgedehnten ostfriesischen Zentralmoore. Bis 1997 war der Torfabbau auch im Naturschutzgebiet genehmigt. Nach dem Ende des Torfabbaus wurde das Gebiet wiedervernässt und regeneriert sich seitdem. Im Naturschutzgebiet siedeln Torfmoose, Schmalblättriges Wollgras und Glocken- sowie Besenheide. Das Scheidige Wollgras ist nur vereinzelt anzutreffen. Auch verschiedenen Sonnentauarten sind auf nassen Torfoberflächen zu finden. In feuchten Senken siedeln Flatterbinse und verschiedene Seggen, darunter Braun- und Grausegge.
Große Flächen werden von Pfeifengras eingenommen. Auf stehengelassenen Hochmoorbänken siedeln Gagel, Weiden wie die Ohrweide und Faulbaum. Trockenere Standorte werden von Besenheide und Moor- und Hängebirke dominiert.
In den mit Wasser vollgelaufenen Torfstichen leben Moorfrösche. Das Naturschutzgebiet ist Lebensraum verschiedener Libellen, darunter Granatauge und Schwarze Heidelibelle. Im Westen des Naturschutzgebietes befindet sich ein 2008 fertiggestellter, etwa 1,6 km langer Moorerlebnispfad. Dieser verläuft teilweise auf einem rekonstruierten Bohlenweg. Am Rand des Naturschutzgebietes befindet sich auch ein Aussichtsturm.